# Ciril Pavlin
Ciril Pavlin, slovenski pravnik, gospodarstvenik in publicist, * 23. junij 1888, Trst, † 20. september 1964, Ljubljana. 
Pavlin je gimnazijo obiskoval v Ljubljani, pravo, novinarstvo in tehniko pa je študiral v Zürichu, Grenoblu in Dunaju, kjer je bil 1911 promoviran. Leta 1911 je stopil v sodno službo v Ljubljani. Sodni izpit je opravil 1915 v Gradcu in bil istega leta prav tam dodeljen deželnemu sodišču. Po vojni je v Ljubljani sodeloval pri organizaciji sodne službe v Sloveniji. Maja 1920 je postal tajnik Zveze industrijalcev..
Živahno, se je udejstvoval v slovenskih akadememskih društvih, bil predsednik akad. društva »Save« na Dunaju in podpredsednik akad. počitniškega društva »Vesna« v Kranju; v  času službovanja v Ljubljani je bil tajnik Narodne čitalnice, dijaškega podpornega društva »Radogoja« in Dramatičnega društva.
S podjetnikom Bonačem sta zasnovala in organizirala I. Ljubljanski velesejem. Jeseni 1921 je postal ravnatelj Združenih papirnic Vevče, Goričane in Medvode. V dvajsetih in tridesetih letih 20. stoletja je sodeloval pri organiziranju avtomobilizma v Jugoslaviji. Leta 1925 je postal podpredsednik ljubljanske sekcije Jugoslovanskega avtomobilskeg kluba, ki je pod njegovim vodstvom izdajal mesečnik Auto, od 1932 Avtomobilski Vestnik. Sodeloval pa je tudi pri organizaciji zimskega športa v okviru Jugoslovanske zimsko-športne zveze, kateri je bil nekaj časa tudi podpredsednik.
Pavlin je med obema vojnama veliko objavljal v slovenskih in tujih časopisih o jugoslovanski papirni industriji in gospodarstvu.